# 埼玉県道251号武蔵嵐山停車場線

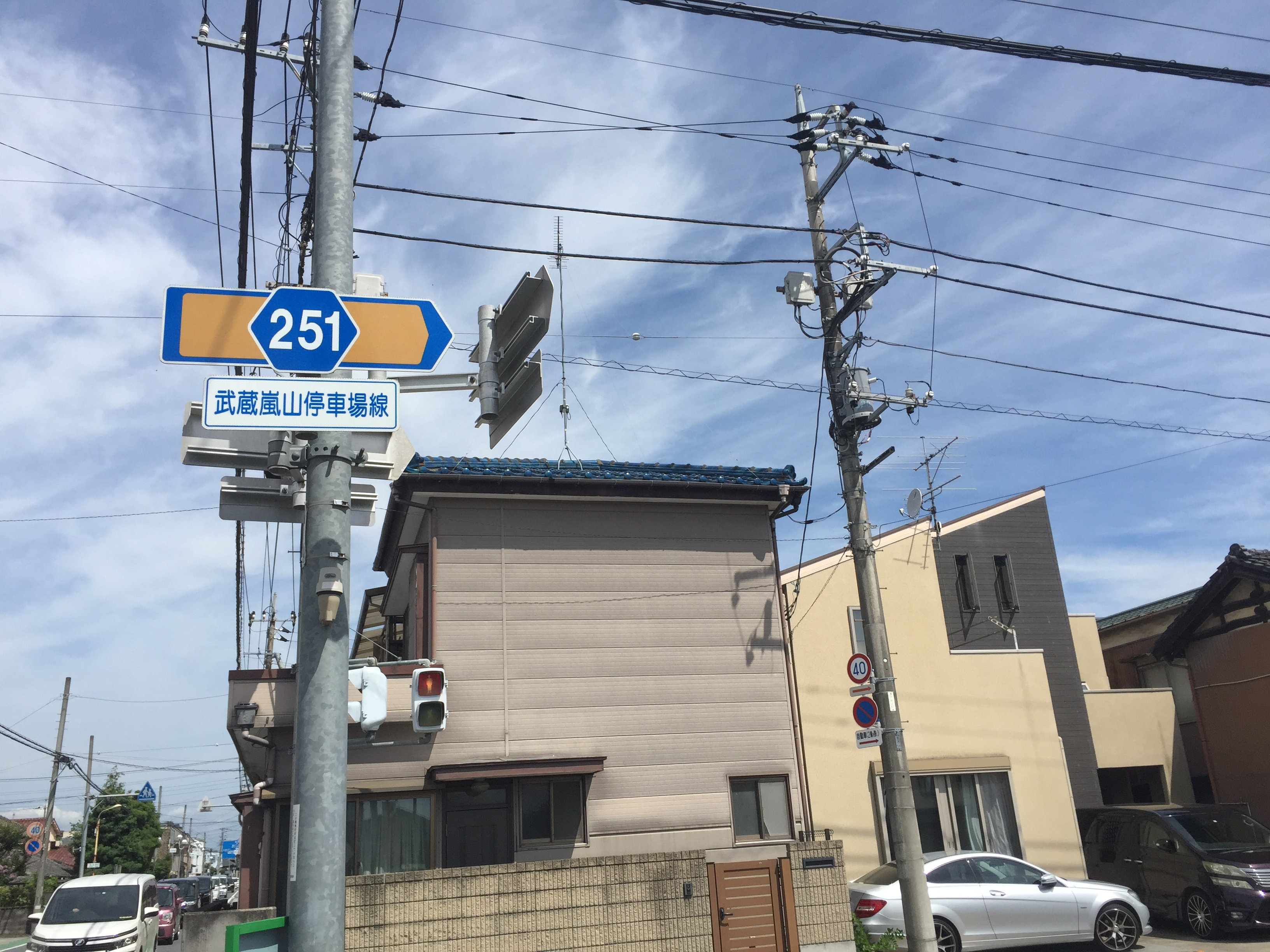
交差道路標識（嵐山町菅谷、嵐山駅入口交差点）

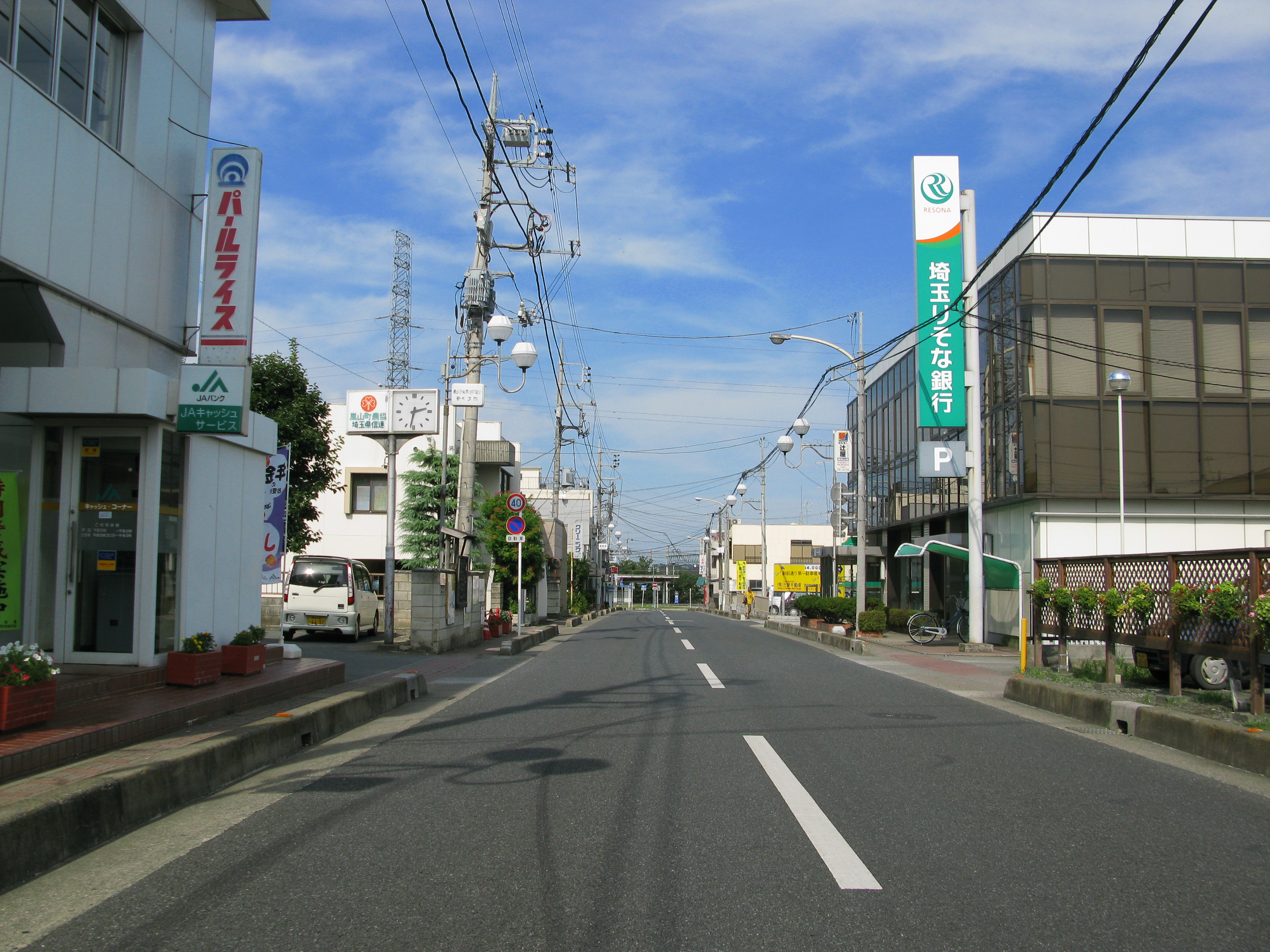
嵐山町菅谷地区（2012年9月）

埼玉県道251号武蔵嵐山停車場線（さいたまけんどう251ごう むさしらんざんていしゃじょうせん）は、埼玉県比企郡嵐山町内に設定されている都道府県道である。

## 路線概要
- 起点：武蔵嵐山停車場
- 終点：国道254号交点
- 総距離：207m

## 通過する自治体
- 埼玉県
  - 比企郡嵐山町

## 接続・交差する主な道路
- 国道254号
- 埼玉県道173号ときがわ熊谷線（国道254号と重複）

## 沿線
- 東武鉄道東上本線 武蔵嵐山駅
- 埼玉りそな銀行東松山支店嵐山出張所
- JA埼玉中央菅谷
- 埼玉縣信用金庫嵐山支店